# Venets (distrikt)
Venets (bulgariska: Венец) är ett distrikt i Bulgarien.   Det ligger i kommunen Obsjtina Karnobat och regionen Burgas, i den östra delen av landet, 280 km öster om huvudstaden Sofia.
Trakten runt Venets består till största delen av jordbruksmark. Runt Venets är det ganska glesbefolkat, med 34 invånare per kvadratkilometer.